# 상청구

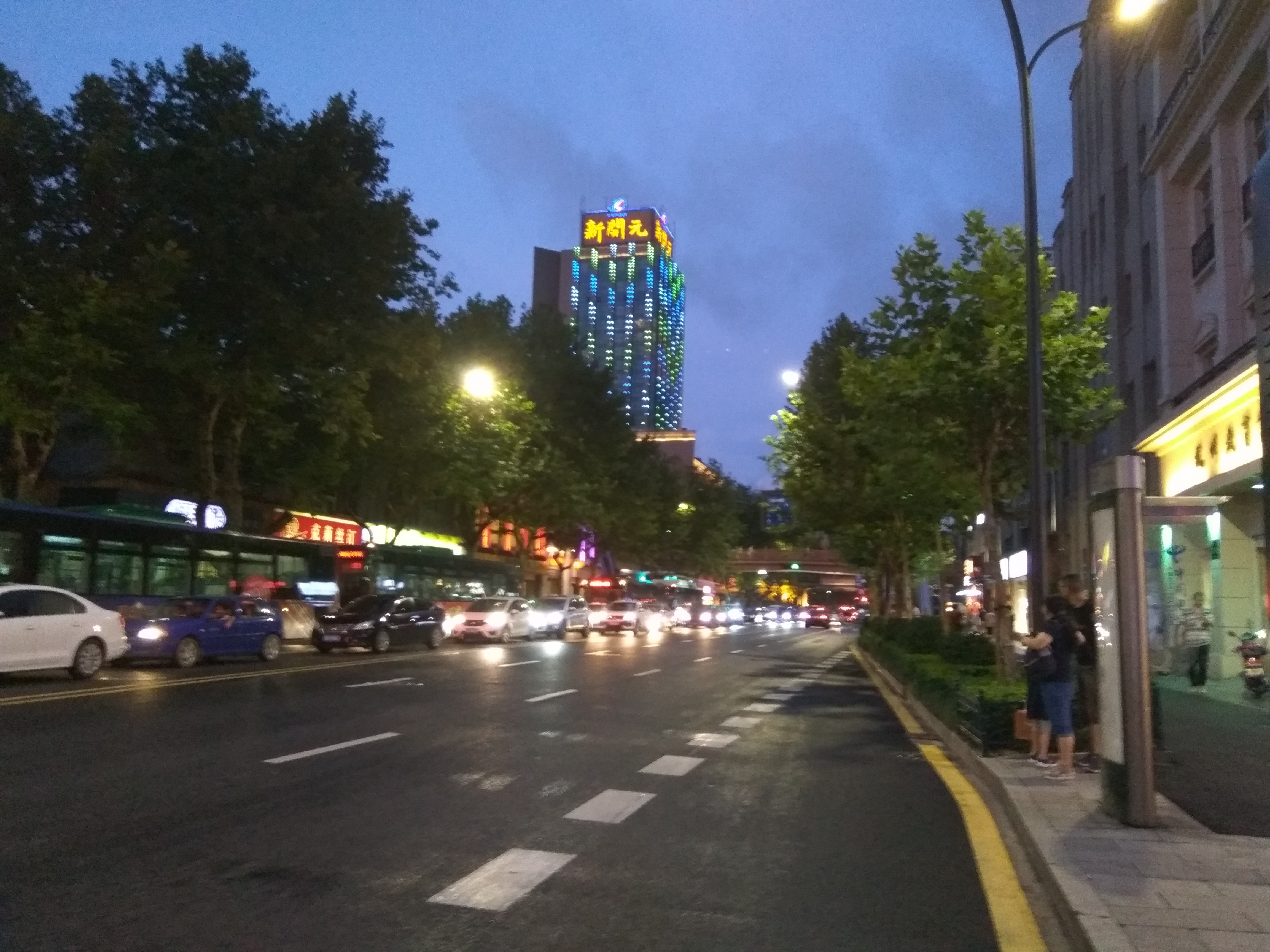

상청구(한국어: 상성구, 중국어: 上城区, 병음: Shàngchéng Qū)는 중화인민공화국 저장성 항저우시의 현급 행정구역이다. 넓이는 119km2이고, 인구는 2022년 기준으로 1,335,000명이다.

## 행정 구역
14개 가도를 관할한다.
- 가도:清波街道,湖滨街道,小营街道,南星街道,紫阳街道,望江街道,凯旋街道,采荷街道,闸弄口街道,四季青街道,彭埠街道,笕桥街道,丁兰街道,九堡街道